# Панеа (крепость)
Панеа — руины укрепления X—XV века, находящиеся на Южном берегу Крыма над западной окраиной поселка Симеиз на вершине скалы Панеа. По мнению историков, вначале это было поселение римского времени, в X—XIII веке укреплённый монастырь и в XIV—XV веке — генуэзский замок в составе капитанства Готия. Решениями Крымского облисполкома № 595 от 5 сентября 1969 года и № 16 от 15 января 1980 года (учётный № 491) укрепление «Панеа» VIII—XV века объявлено историческим памятником регионального значения.

План крепости Панеа из статьи О. И. Домбровского «Средневековые поселения и „Исары“ Крымского Южнобережья», 1966 г.

## Описание
Укрепление расположено на берегу моря, на конической скале, ограниченной с северо-запада и запада обрывами в море, с очень крутым южным склоном и доступными северо-восточным и восточным склонами. Скала, судя по археологическим исследованиям, была заселена с последних веков до н. э., а в VIII веке рядом со скалой основывается поселение («Ай-Панда»), просуществовавшее до XIII века. В X веке на скале был устроен укреплённый монастырь, действовавший также до XIII века. Существует версия, что между 1380-м и 1420 годами монастырь перешёл во владение генуэзцев, перестроивших его в замок, существовавший до завоевания Крыма османскими войсками в 1475 году.
Укрепление на вершине скалы условно делится на три участка, разделённых остроконечным пиком: нижняя площадка над морем, площадка возле оборонительной стены и средняя. С севера и востока замок был обнесён оборонительной стеной толщиной 2—2,2 м, сложенной из бута на известковом растворе и сохранившейся на некоторых участках на высоту 3,5—4 м. Почти в центре северного участка обороны располагалась башня, на расстоянии 18 м на восток от нёё была другая круглая башня, диаметром около 6 м, прикрывавшая ворота, к которым шла древняя дорога. Из ворот попадали в нижнюю часть крепости, откуда в сторожевой пост на вершину вёл узкий проход с выбитыми в скале ступенями. Вся закрытая стенами территория имеет размеры примерно 40 на 60 м. На нижней площадке раскопаны остатки храма, который трижды перестраивался после пожаров. В первом храме IX—X века пол был выложен мозаикой, изображавшей павлинов, клюющих виноград — Домбровский считал, что работа была выполнена херсонесскими мастерами из привезённых оттуда же материалов. В X веке церковь сгорела и была перестроена, новый пол был выстлан мраморными плитами, но она вновь сгорела уже в XIII веке и была опять восстановлена в тех же пределах. В генуэзский период православный храм переделали в «небольшую капеллу». Также были исследованы остатки значительного здания на средней площадке у стены генуэзского времени (XIII—XV века), по определению Домбровского — кордегардии. Жилой район из малых построек раскопан в террасированной пятью подпорными стенами расселине на юго-западном склоне скалы.

## История изучения
Первое сообщение о существовании развалин на холме оставил Пётр Кеппен в книге «О древностях южнаго берега Крыма и гор Таврических» 1837 года. Учёный описал остатки стен укрепления с веверо-запада и юго-востока, сложенных их очень крупного бута на известковом растворе.
Следующее упоминание в научной литературе принадлежит Н. Л. Эрнсту, который в книге «Социалистическая реконструкция Южного берега Крыма» 1935 года относил памятник (Панея) к IX—XII веку, упоминал об остатках стен и сооружений внутри крепости, упоминал о памятнике Н. И. Репников в статье «Работы на южном берегу Крыма» того же года, кратко в разделе Археологическая карта… работы «Раннесредневековые сельские поселения юго-западной Таврики» писал А. Л. Якобсон. Небольшие и единственные пока раскопки в 1966 году провёл южнобережный отряд Института археологии АН УССР под руководством О. И. Домбровского, которые позволили установить временные рамки и строительные особенности памятника.